# Эдди, Дуэйн
Дуэйн Эдди (англ. Duane Eddy; 26 апреля 1938 — 30 апреля 2024) — американский гитарист, лауреат Грэмми, считающийся пионером гитарного «твэнга», главным в 1950-х годах (наряду с Чаком Берри) популяризатором электрического гитарного звука и (согласно Allmusic) самым успешным рок-н-ролльным инструменталистом всех времён.
Звёздные годы Эдди были связаны с продюсером Ли Хэйзлвудом (они начали сотрудничество с 1954 года); пик его творчества ознаменовали хит-синглы: «Rebel-'Rouser», «Cannonball», «Peter Gunn», «Forty Miles of Bad Road» и «Shazam!». В период с 1958 по 1963 годы 15 синглов входили Top 40 списка Billboard Hot 100. В 1986 году Эдди стал лауреатом Грэмми с композицией «Peter Gunn» (в номинации Best Rock Instrumental).
Среди гитаристов, признававших влияние Дуэйна Эдди в числе основных, — Джордж Харрисон, Дэйв Дэвис (The Kinks), Хэнк Марвин (The Shadows), Джон Энтвистл (The Who), Брюс Спрингстин, Дик Дэйл, Эдриан Белью (King Crimson), Билл Нелсон (Be Bop Deluxe), Марк Нопфлер (Dire Straits). В 1994 году Дуэйн Эдди был введён в Зал славы рок-н-ролла.

## Личная жизнь
С 1962 по 1968 годы был женат на кантри-певице Джесси Колтер.

### Смерть
Умер 30 апреля 2024 года от рака во Франклине, штат Теннесси, в возрасте 86 лет.

## Избранная дискография

### Синглы
- «Movin' N' Groovin'» (1958, #72)
- «Rebel-'Rouser» (1958, #6)
- «Ramrod» (1958, #27)
- «Cannonball» (1958, #15)
- «The Lonely One» (1959, #23)
- «Yep!» (1959, #30)
- «Forty Miles of Bad Road» (1959, #9)
- «The Quiet Three» (1959, #46)
- «Some Kind-A Earthquake» (1959, #37)
- «First Love, First Tears» (1959, #59)
- «Bonnie Came Back» (1960, #26)
- «Shazam!» (1960, #45)
- «Because They’re Young» (1960, #4)
- «Kommotion» (1960, #78)
- «Peter Gunn» (1959 и 1960, #27)
- «Pepe» (1961, #18)
- «Theme from Dixie» (1961, #39)
- «Ring of Fire» (1961, #84)
- «Drivin' Home» (1961, #87)
- «My Blue Heaven» (1961, #50)
- «Deep in the Heart of Texas» (1962, #78)
- «The Ballad of Paladin» (1962, #33)
- «(Dance With The) Guitar Man» (1962, #12)
- «Boss Guitar» (1962, #28)
- «Lonely Boy, Lonely Guitar» (1963, #82)
- «Your Baby’s Gone Surfin'» (1963, #93)
- «The Son of Rebel Rouser» (1964, #97)
- «You Are My Sunshine» (1976, #50)
- «Peter Gunn» (with The Art of Noise)(1986, #50)

### Альбомы
- Have 'Twangy' Guitar Will Travel (#5) — Jamie JLP-3000 (Mono)/JLPS-3000 (Stereo) — 1958
- Especially for You (#24) — Jamie JLPM-3006/JLPS-3006—1959
- The «Twangs» the «Thang» (#18) — Jamie JLPM-3009/JLPS-3009—1959
- Songs of Our Heritage — Jamie JLPM-3011/JLPS-3011—1960
- $1,000,000.00 Worth of Twang (#10) — Jamie JLPM-3014/JLPS-3014—1960
- Girls! Girls! Girls! (#93) — Jamie JLPM-3019/JLPS-3019—1961
- $1,000,000.00 Worth of Twang, Volume 2 — Jamie JLPM-3021/JLPS-3021—1962
- Twistin' With Duane Eddy — Jamie JLPM-3022/JLPS-3022—1962
- Twistin' 'N' Twangin (#82) — RCA LPM-2525 (Mono)/LSP-2525 (Stereo) — 1962
- Twangy Guitar — Silky Strings (#72) — RCA LPM-2576/LSP-2576—1962
- Surfin' — Jamie JLPM-3024/JLPS-3024—1963
- Duane Eddy & The Rebels—In Person — Jamie JLPM-3025/JLPS-3025—1963
- Dance with the Guitar Man (#47) — RCA LPM-2648/LSP-2648—1963
- «Twang» a Country Song — RCA LPM-2681/LSP-2681—1963
- «Twangin'» Up a Storm! (#93) — RCA LPM-2700/LSP-2700—1963
- 16 Greatest Hits — Jamie JLPM-3026/JLPS-3026—1964
- Lonely Guitar (#144) — RCA LPM-2798/LSP-2798—1964
- Water Skiing — RCA LPM-2918/LSP-2918—1965
- Twangin' The Golden Hits — RCA LPM-2993/LSP-2993—1965
- Twangsville — RCA LPM-3432/LSP-3432—1965
- The Best of Duane Eddy CP-490 (Mono)/CPS-490 (Stereo) — 1965
- Duane Eddy Does Bob Dylan— Reprise R-6218 (Mono)/RS-6218 (Stereo) — 1966
- The Roaring Twangies — Reprise R-6240/RS-6240—1967
- The Vintage Years — Sire SASH-3707-2—1975
- Pure Gold — RCA ANL1-2671—1978
- Duane Eddy — Capitol ST-12567—1987

## Фильмография
| Год       |   | Русское название                | Оригинальное название  | Роль                                 |
| --------- | - | ------------------------------- | ---------------------- | ------------------------------------ |
| 1961      | ф | Грохот барабанов                | A Thunder of Drums     | кавалерист Эдди                      |
| 1961—1962 | с | Есть оружие — будут путешествия | Have Gun — Will Travel | молодой ковбой / Картер Уитни Тайлер |
| 1962      | ф | Дикие люди с Запада             | The Wild Westerners    | заместитель маршала Клинт Фэллон     |
| 1968      | ф | Дикая семёрка                   | The Savage Seven       | Эдди                                 |
| 1968      | ф | —                               | Kona Coast             | Тайгер Кэт                           |
| 1973      | ф | —                               | Sing a Country Song    | н/д                                  |

## Награды
- Number One World Musical Personality (NME Poll, UK, 1960)
- Rock and Roll Hall of Fame (1994)
- Grammy (Best Rock Instrumental, «Peter Gunn», 1986)
- Grammy (номинация: Best Country Instrumental, альбом «Doc Watson», 1992)
- Rockwalk (1997)
- «Chetty» award (Chet Atkins, 2000)
- Guitar Player Magazine (Legend Award, 2004)